# Amin Sidi-Boumédiène
Amin Sidi-Boumedine est un réalisateur algérien né le 5 mars 1982 à Paris.

## Biographie
Amin Sidi-Boumedine entreprend des études de chimie avant de s'orienter vers le cinéma en intégrant le Conservatoire libre du cinéma français dont il obtient le diplôme en 2005.
Il travaille comme assistant et réalise plusieurs courts métrages. 
Son premier long métrage, Abou Leila, tourné en Algérie, est présenté au Festival de Cannes 2019 dans la sélection de la Semaine de la critique. « Excellente surprise de la dernière édition « physique » du Festival de Cannes » selon Mathieu Macheret, le film est récompensé dans plusieurs festivals.

## Filmographie

### Courts métrages
- 2011 : Demain, Alger ?
- 2012 : Al Djazira (L'Île)
- 2014 : Serial K

### Long métrage
- 2019 : Abou Leila